# Laënnec (Lyon)
Pour les articles homonymes, voir Laennec.
Laënnec est un quartier de Lyon (France) situé dans le 8e arrondissement de la ville.
Il est desservi par la station du même nom de la ligne D du métro.
C'est dans ce quartier de Lyon que l'on trouve la grande mosquée de Lyon, la faculté de médecine, la faculté de médecine dentaire.